# Octave de Grande-Bretagne
 (juillet 2022).
Si vous disposez d'ouvrages ou d'articles de référence ou si vous connaissez des sites web de qualité traitant du thème abordé ici, merci de compléter l'article en donnant les références utiles à sa vérifiabilité et en les liant à la section « Notes et références ».
Octavius de Grande-Bretagne, né au palais de Buckingham le 23 février 1779 et mort au palais de Kew le 3 mai 1783, est le treizième enfant et le huitième fils du roi George III et de son épouse, la reine Charlotte de Mecklembourg-Strelitz.
Quelques jours après avoir été inoculé contre la variole, il tombe malade. Sa mort à l'âge de quatre ans dévaste ses parents, et en particulier son père. Le roi George III aimait beaucoup ses deux plus jeunes fils, Alfred et Octavius.

## Biographie

### Enfance

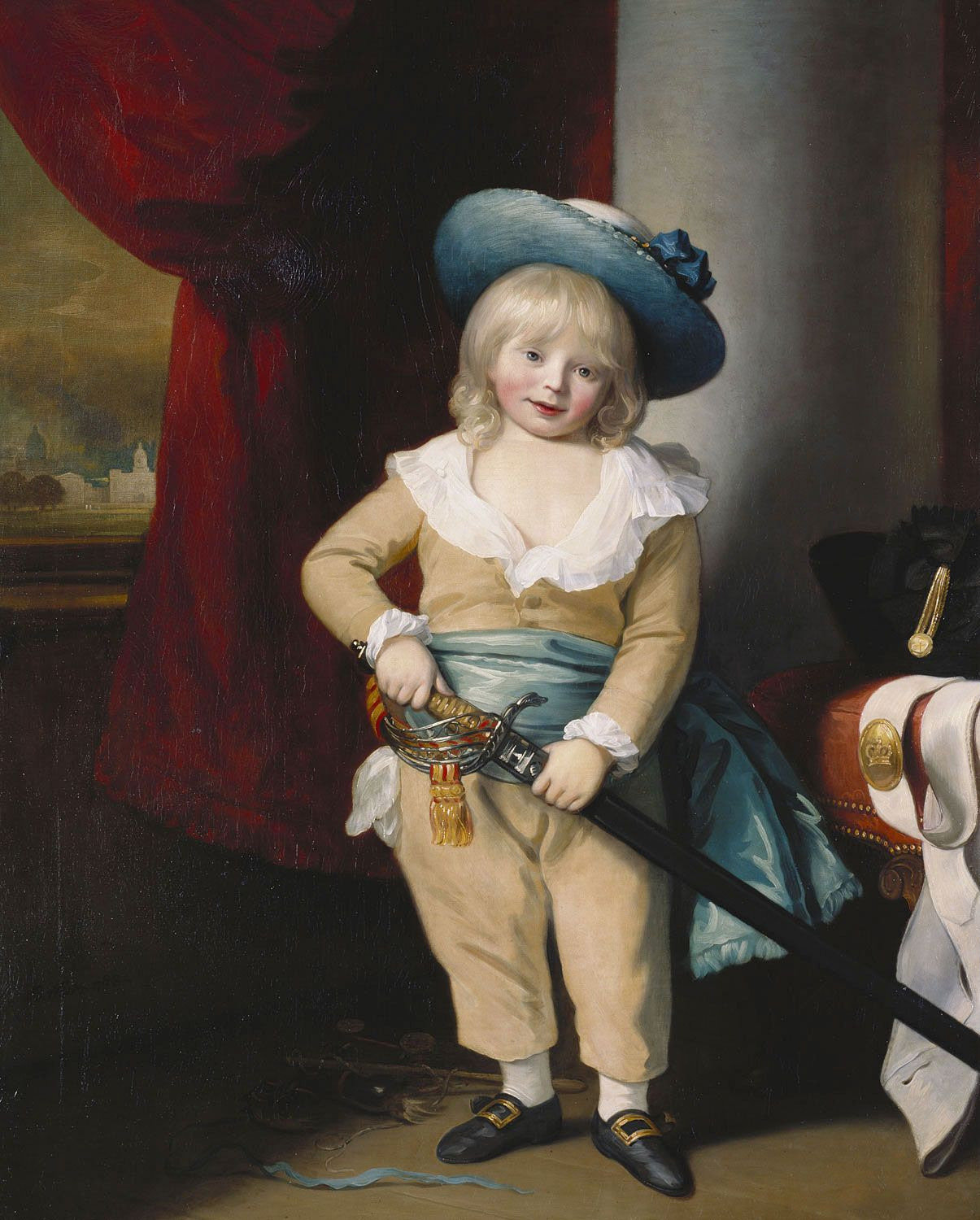
Octavius, par Benjamin West, 1783.

Le prince Octavius naît le 23 février 1779 au palais de Buckingham. Il est le treizième enfant et le huitième fils du roi George III et de son épouse Charlotte de Mecklembourg-Strelitz. Le nom du prince dérive du latin octavus, « huitième », indiquant qu'il était le huitième fils de ses parents. Octavius est baptisé le 23 mars 1779, dans la grande salle du conseil du palais Saint-James. Le roi George aimait énormément Octavius. Le roi était affectueux et indulgent avec ses jeunes enfants, et s'efforçait d'assister à leurs fêtes d'anniversaire, un proche du roi a été témoin d'une joyeuse scène dans laquelle George « portait dans ses bras tour à tour Sophie et Octavius ». La plupart du temps, les enfants étaient amenés chez leurs parents entre 6 et 7 heures pour jouer pendant une heure ou deux. George III, se soucie beaucoup de l'éducation de ses enfants. Octavius était proche de sa sœur, Sophie, qui l'appelait « son fils ». À l'âge de dix-neuf mois, son frère cadet le prince Alfred, naît. Alfred mourut le 20 août 1782. Après la mort du prince Alfred, le roi George aurait  déclaré « Je suis vraiment désolé pour Alfred ; mais si cela avait été Octavius, je serais mort aussi ». Octavius est décrit comme très sage, gentil, et qu'il faisait le bonheur de ses proches.[réf. nécessaire]

### Fin de vie et mort

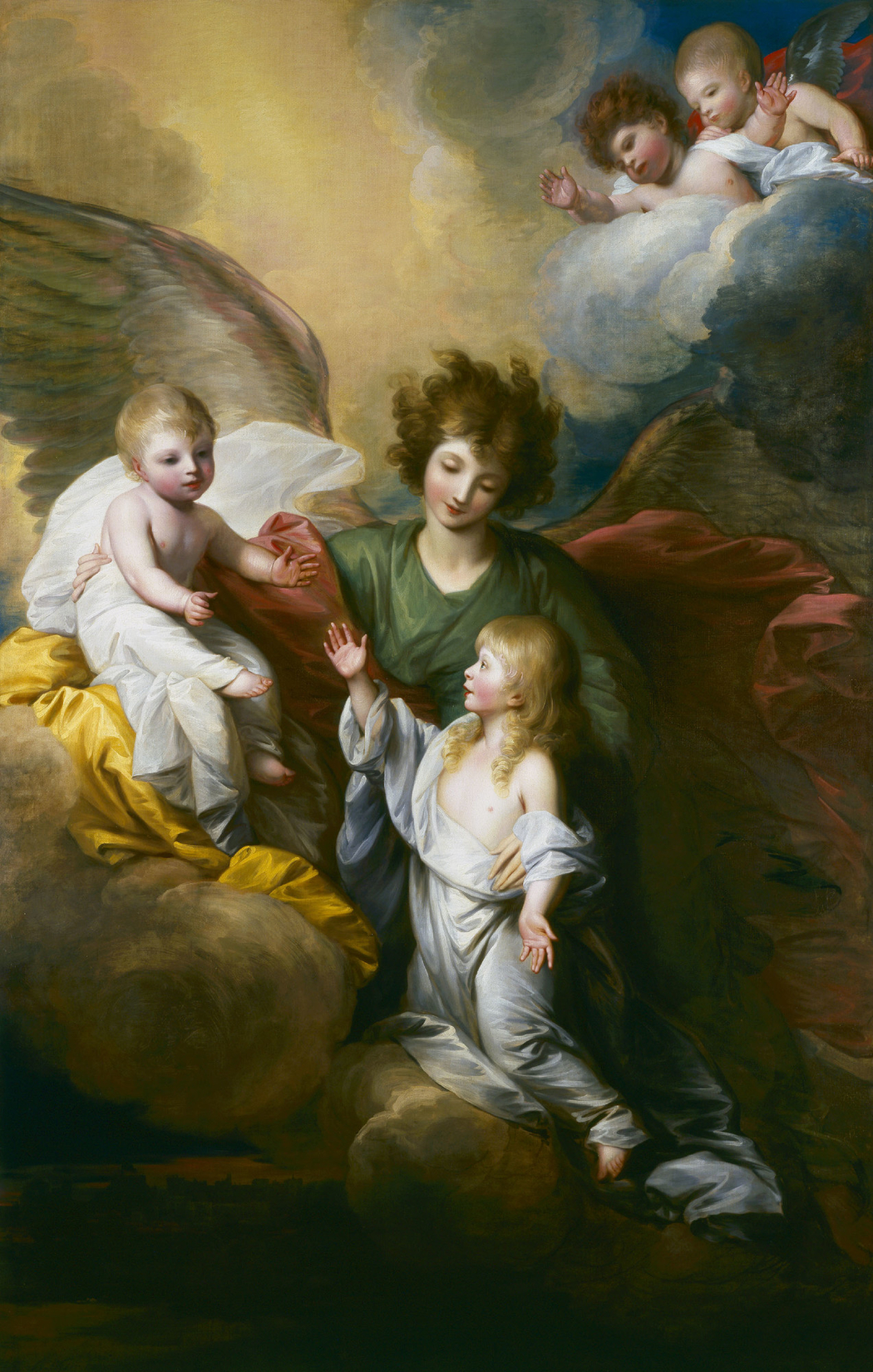
L'apothéose du prince Octavius (son frère Alfred mort en 1782, est l'enfant assis), par Benjamin West, 1783.

Six mois après la mort d'Alfred, Octavius et Sophie sont inoculés, à Londres, contre la variole. Tandis que Sophia se remet vite, Octavius tombe malade et meurt de la variole, quelques jours plus tard, le 3 mai 1783 vers 8 heures du soir. Il a quatre ans. Octavius a la particularité d'être le dernier membre de la famille royale britannique à mourir de la variole. Le 10 mai, il est inhumé aux côtés de son frère Alfred à l'abbaye de Westminster. Leur frère aîné, lorsqu'il devint roi George IV, ordonnera que leurs restes soient transférés à la chapelle Saint-Georges, au château de Windsor, le 11 février 1820. La mort du prince marque, à la fois mentalement et physiquement la reine Charlotte, qui à l'époque était enceinte de son plus jeune enfant, la princesse Amelia. La mort d'Octave dévaste son père : « le roi a perdu un autre petit enfant ; un beau garçon, disent-ils, que leurs majestés aimaient beaucoup ». Peu de temps après, le roi George dit « Il n'y aura pas de paradis pour moi si Octavius n'est pas là ». Le lendemain de la mort de son fils, le roi traverse une pièce où l'artiste Thomas Gainsborough achève les finitions d'un portrait de la famille. Le roi lui demande d'arrêter, mais quand il découvre que le tableau représente Octavius, il permet au peintre de continuer. Lorsque ce même tableau est exposé une semaine plus tard, les sœurs d'Octavius sont si bouleversées qu'elles s'effondrent et pleurent devant tout le monde. Trois mois après la mort d'Octavius, son père est toujours marqué par le décès de son fils.[réf. nécessaire]

## Titulature
- 23 février 1779 - 3 mai 1783 : Son Altesse Royale le prince Octavius.